# Söngvakeppnin 2019
A 2019-es Söngvakeppnin egy izlandi zenei verseny volt, melynek keretén belül a közönség és a zsűri kiválasztotta, hogy ki képviselje Izlandot a 2019-es Eurovíziós Dalfesztiválon, Tel-Avivban. A 2019-es Söngvakeppnin volt az huszonhetedik izlandi nemzeti döntő.
Az élő műsorsorozatban tíz dal versenyzett az Eurovíziós Dalfesztiválra való kijutásért. A sorozat ezúttal is háromfordulós volt; két elődöntőt, február 9-én és február 16-án, illetve egy döntőt rendeznek, 2019. március 2-án. Az elődöntőben és a döntőben a közönség és a zsűri döntött a továbbjutókról, viszont a szuperdöntőben csak a nézők.
A verseny győztese a Hatari lett, akik Hatrið mun sigra című dallal képviselte az országot Tel-Avivban.

## Helyszín
A verseny helyszínei a szigetország fővárosában, Reykjavíkban találhatóak. Az elődöntőket a Háskólabíó‑ban, a döntőt pedig a Laugardalshöllin‑ben rendezték.

## A műsorvezetők
A 2019-es műsor házigazdái Fannar Sveinsson és Benedikt Valsson voltak.

## A résztvevők
A RÚV 2019. január 26-án este jelentette be az élő műsorba jutottak névsorát egy sajtótájékoztató során, melyet az ország fővárosában, Reykjavíkban tartottak meg.
| Előadó                    | Dal                         | Dal                        | Szerző(k)                                                                                                 |
| Előadó                    | Izlandi verzió              | Angol verzió               | Szerző(k)                                                                                                 |
| ------------------------- | --------------------------- | -------------------------- | --- |
| Daníel Óliver             | Samt ekki                   | Licky licky                | Daníel Óliver Svensson, Linus Emanuel Josefsson, Peter Henning Göransson von Arbin                        |
| Elli Grill, Skaði, Glymur | Jeijó, keyrum alla leið     | —                          | Bardi Johansson, Bjarki Hallbergsson                                                                      |
| Friðrik Ómar              | Hvað ef ég get ekki elskað? | What If I Can't Have Love? | Friðrik Ómar Hjörleifsson, Sæþór Kristjánsson, Ásmundur Jóhannsson, Arnþór Örlygsson                      |
| Hatari                    | Hatrið mun sigra            | —                          | Einar Hrafn Stefánsson, Klemens Nikulásson Hannigan, Matthías Tryggvi Haraldsson, Hatari                  |
| Heiðrún Anna Björnsdóttir | Helgi                       | Sunday Boy                 | Heiðrún Anna Björnsdóttir, Sævar Sigurgeirsson                                                            |
| Hera Björk                | Eitt andartak               | Moving On                  | Hera Björk Þórhallsdóttir, Valgeir Magnússon, Örlygur Smari, Vignir Snær Vigfússon, Gunnar Smári Helgason |
| Ívar Daníels              | Þú bætir mig                | Make Me Whole              | Nikos Sofis, Richard Micallef, Stefán Þór Steindórsson                                                    |
| Kristina Skoubo Bærendsen | Ég á mig sjálf              | Mama Said                  | Sveinn Rúnar Sigurðsson, Valgeir Magnússon, Vignir Snær Vigfússon                                         |
| Tara Mobee                | Betri án þín                | Fighting for Love          | Andri Þór Jónsson, Eyþór Úlfar Þórisson, Tara Mobee                                                       |
| Þórdís Imsland            | Nú og hér                   | What Are You Waiting For?  | Svala, Bjarki Ómarsson, Stefán Hilmarsson                                                                 |

## Első elődöntő
Az első elődöntőt február 9-én rendezték a Háskólabíó-ban öt előadó részvételével. A végeredményt csak a nézők szavazatai alakították ki.
| # | Előadó                    | Dal              | Nézők | Helyezés | Eredmény     |
| - | ------------------------- | ---------------- | ----- | -------- | ------------ |
| 1 | Hatari                    | Hatrið mun sigra | 12069 | 1.       | Továbbjutott |
| 2 | Þórdís Imsland            | Nú og hér        | 4271  | 4.       | Kiesett      |
| 3 | Daníel Óliver             | Samt ekki        | 2198  | 5.       | Kiesett      |
| 4 | Kristina Skoubo Bærendsen | Ég á mig sjálf   | 4779  | 3.       | Továbbjutott |
| 5 | Hera Björk                | Eitt andartak    | 8408  | 2.       | Továbbjutott |

## Második elődöntő
A második elődöntőt február 16-án rendezték a Háskólabíó-ban öt előadó részvételével. A végeredményt csak a nézők szavazatai alakították ki.
| # | Előadó                    | Dal                         | Nézők | Helyezés | Eredmény     |
| - | ------------------------- | --------------------------- | ----- | -------- | ------------ |
| 1 | Elli Grill, Skaði, Glymur | Jeijó, keyrum alla leið     | 2572  | 5.       | Kiesett      |
| 2 | Ívar Daníels              | Þú bætir mig                | 3519  | 3.       | Kiesett      |
| 3 | Heiðrún Anna Björnsdóttir | Helgi                       | 2772  | 4.       | Kiesett      |
| 4 | Tara Mobee                | Betri án þín                | 3819  | 2.       | Továbbjutott |
| 5 | Friðrik Ómar              | Hvað ef ég get ekki elskað? | 14968 | 1.       | Továbbjutott |

## Döntő
A döntőt március 2-án rendezték a Laugardalshöllin-ben öt előadó részvételével. A végeredményt a nézők és a zsűri szavazatai alakították ki.
| # | Előadó                    | Dal                         | Nézők | Zsűri | Összesen | Helyezés |
| - | ------------------------- | --------------------------- | ----- | ----- | -------- | -------- |
| 1 | Friðrik Ómar              | Hvað ef ég get ekki elskað? | 21061 | 25356 | 46417    | 2.       |
| 2 | Kristina Skoubo Bærendsen | Mama Said                   | 20582 | 17391 | 37937    | 3.       |
| 3 | Tara Mobee                | Fight for Love              | 16274 | 3170  | 19444    | 5        |
| 4 | Hera Björk                | Moving On                   | 20102 | 9488  | 29590    | 4.       |
| 5 | Hatari                    | Hatrið mun sigra            | 24891 | 47513 | 72404    | 1.       |

### Szuperdöntő
| # | Előadó       | Dal                         | Szavazatok     | Helyezés |
| - | ------------ | --------------------------- | -------------- | -------- |
| 1 | Friðrik Ómar | Hvað ef ég get ekki elskað? | 52134 (45.64%) | 2.       |
| 2 | Hatari       | Hatrið mun sigra            | 62088 (54.36%) | 1.       |

### Külső hivatkozások
- http://www.ruv.is/songvakeppnin